# Troy (Carolina do Norte)
Troy é uma cidade  localizada no estado norte-americano de Carolina do Norte, no Condado de Montgomery.

## Demografia
Segundo o censo norte-americano de 2000, a sua população era de 3430 habitantes.
Em 2006, foi estimada uma população de 3423, um decréscimo de 7 (-0.2%).

## Geografia
De acordo com o United States Census Bureau tem uma área de
7,7 km², dos quais 7,7 km² cobertos por terra e 0,0 km² cobertos por água. Troy localiza-se a aproximadamente 148 m acima do nível do mar.

## Localidades na vizinhança
O diagrama seguinte representa as localidades num raio de 24 km ao redor de Troy.